# Valetudo (mjesec)
Valetudo (također poznat kao Jupiter LXII i originalno poznat kao S/2016 J2 je mjesec Jupiter. Otkrio ga je Scott S. Sheppard i njegov tim u podacima dobivenim 6.5-metarskim teleskopom Magellan-Baade Opservatorija Las Campanas 2016., ali rezultati su objavljeni tek 17. srpnja 2018., putem liste Minor Planet Electronic Circulars koju vodi Minor Planet Center, koji je također izvijestio o otkriću devet drugih Jupiterovih mjeseca. Osim podataka iz Las Campanasa, izvorna se najava odnosila i na podatke prikupljene kroz 8,1- metarski teleskop Gemini North opservatorija Mauna Kea — kao i na 4,0 m reflektor Interameričkog opservatorija Cerro Tololo. 

## Karakteristike
Valetudo ima promjer oko 1 km i orbitira oko Jupitera na udaljenosti od oko 19 milijuna kilometara. Orbitalni nagib iznosi 34 stupnja, a orbitalna ekscentričnost 0,222. Ima progradnu orbitu, ali prelazi staze nekoliko drugih satelita koji imaju retrogradne orbite i vrlo je vjerojatno da bi se u budućnosti mogao sudariti s njima.

## Ime
Mjesec je privremeno označen kao S/2016 J2 dok nije dobio svoje ime 2018. godine. Naziv Valetudo ("Zdravlje") je dan po rimskoj božici zdravlja i higijene (latinski prijevod s grčkog Higeja - "Zdravlje") i prabake boga Jupitera. Naziv je odobrila Radna skupina IAU za nomenklaturu planetarnog sustava 3. listopada 2018.